# Langendorf (Elsteraue)
Langendorf ist eine Ortschaft der Gemeinde Elsteraue im Burgenlandkreis in Sachsen-Anhalt, Deutschland.

## Geographie
Langendorf befindet sich am Südrand der Leipziger Tieflandsbucht östlich der Weißen Elster und nordöstlich der Mittelstadt Zeitz. Zur Ortschaft gehören die Dörfer Langendorf, Döbitzschen, Staschwitz, die bis 2003 eine eigene Gemeinde bildeten. Langendorf liegt im Mitteldeutschen Braunkohlerevier, das aktuell durch den deutschen Kohleausstieg vom Strukturwandel betroffen ist. Unmittelbar östlich befinden sich, teils schon geflutete, Tagebaurestlöcher und die Halde Phönix des Meuselwitz-Altenburger Braunkohlereviers. Nördlich um Langendorf herum entstehen aktuell Windkraftanlagen.

## Geschichte
Die drei Ortsteile Langendorfs wurden im 12. Jahrhundert erstmals urkundlich erwähnt. Langendorfs Erwähnung erfolgte im Jahre 1153, Döbitzschen 1062 und Staschwitz 1154. Langendorf war damals ein altes deutsches Bauerndorf in Gestalt eines Straßendorfes. Staschwitz war der Sitz eines Rittergutes. Döbitzschen war ein altes Slawendorf (siehe Hochmittelalterliche Ostsiedlung).
Durch seine Lage nahe dem Hydrierwerk Zeitz wurde Langendorf am 30. November 1944 im Zuge des Zweiten Weltkriegs durch einen diesem geltenden alliierten Luftangriff in Mitleidenschaft gezogen. Dabei wurden ca. 80 % der Siedlung zerstört. Bis heute ist die Ortslage Langendorf eine Kampfmittelverdachtsfläche.
Langendorf liegt nahe dem Dreiherrenstein, der den alten Tripelpunkt der Länder Sachsen-Anhalt, Thüringen und Sachsen, bzw. ihrer Vorgänger, markiert. Das Dreiländereck liegt auf dem Gelände des ehemaligen Glaswerkes Maltitz und ist deshalb rechtlich nicht frei zugänglich.

## Bauwerke

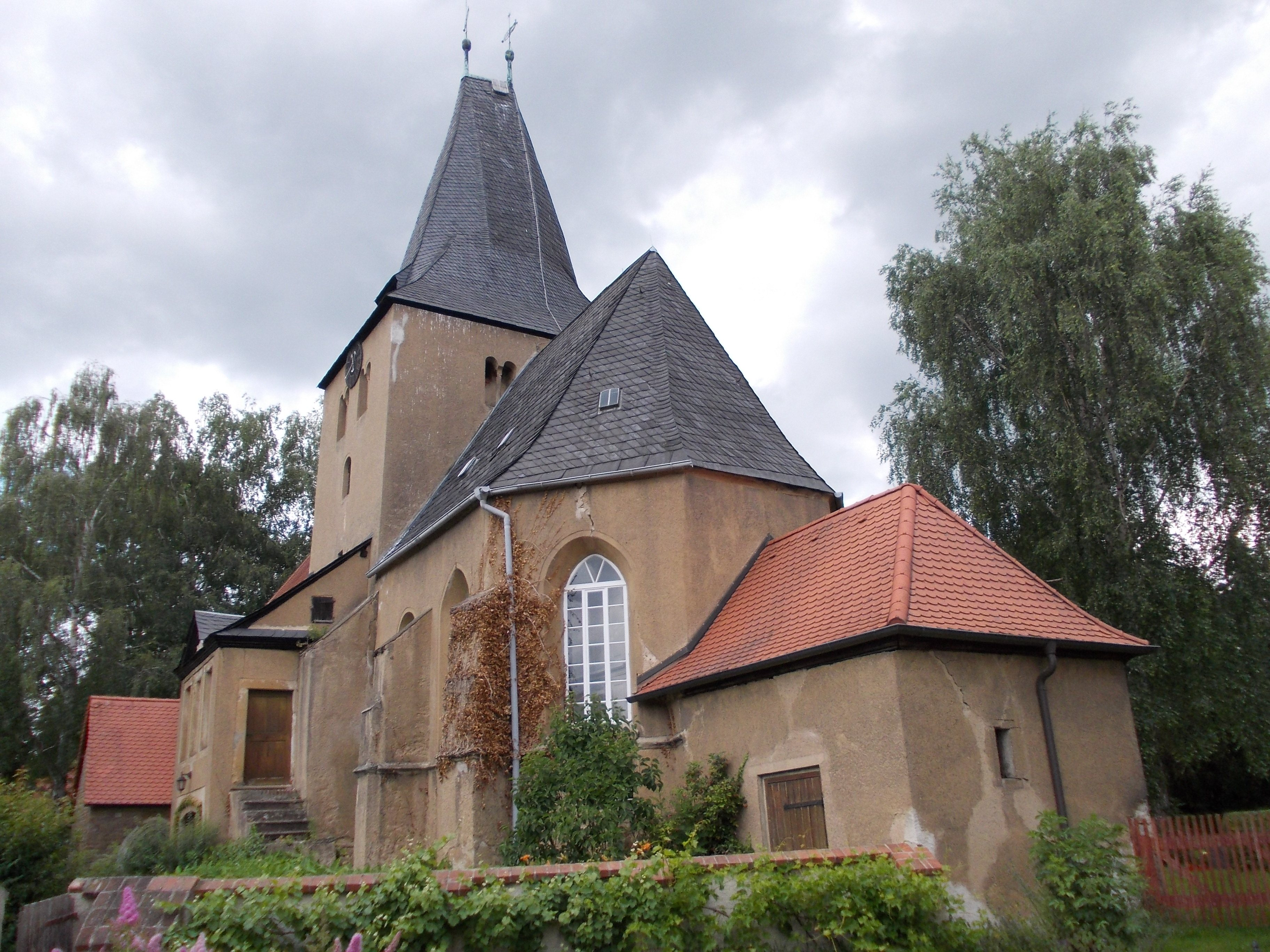
Dorfkirche

Die Dorfkirche Langendorfs wurde 1146 bis 1186 im spätromanischen Stil auf einem kleinen Hügel erbaut. Sie enthält einen Taufstein mit Schnitzarbeiten aus dem Jahre 1692 und eine 1822 erbaute Orgel. In jüngerer Zeit wurde die Kirche durch Fördermittel saniert.

## Persönlichkeiten
In Langendorf geboren wurde der Rittergutsbesitzer und Politiker Gustav Krötsch (1825–1865).